# Johannes-Nepomuk-Statue (Schlöglgasse)

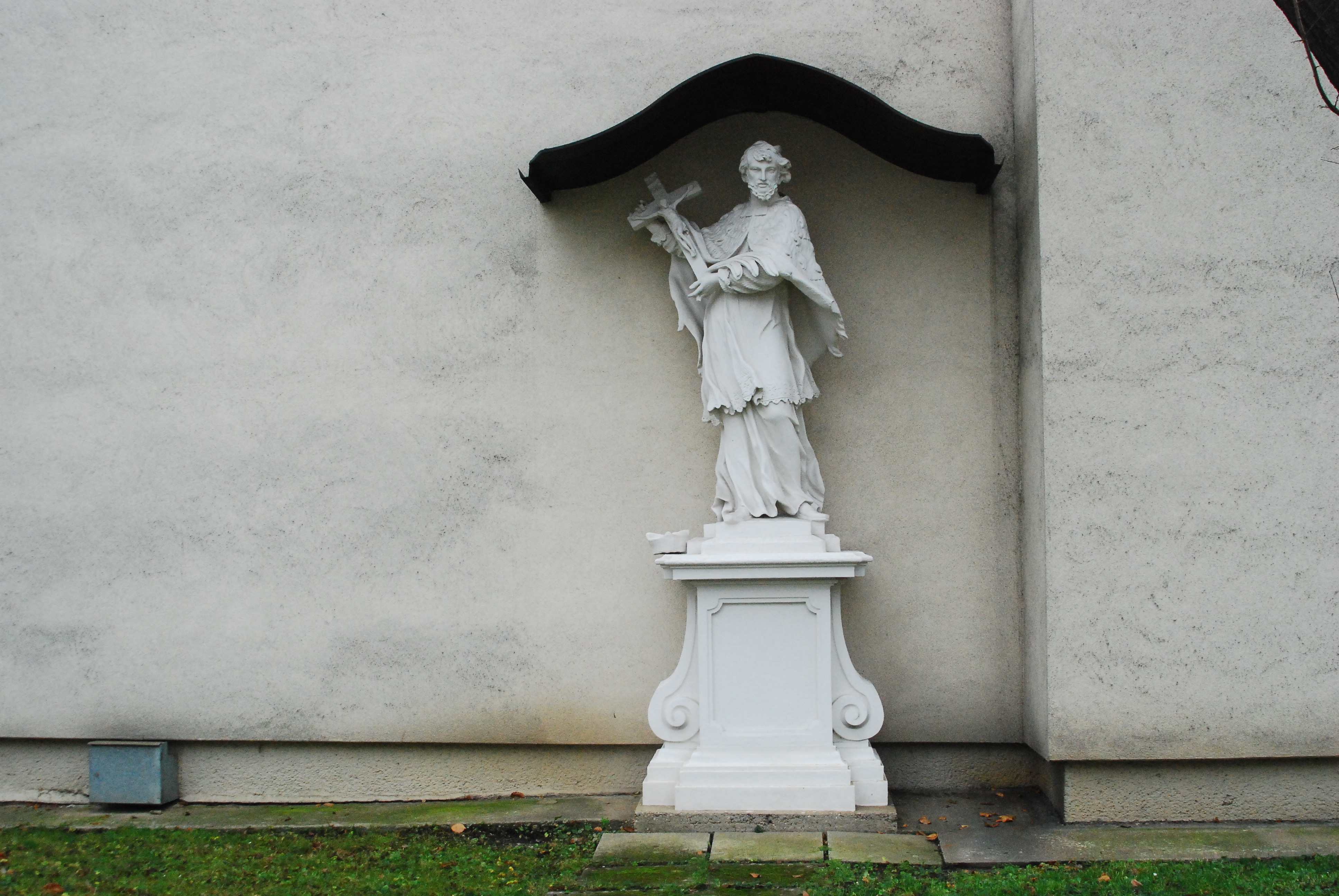
Johannes-Nepomuk-Statue in der Schlöglgasse

Die Johannes-Nepomuk-Statue in der Schlöglgasse im 12. Wiener Gemeindebezirk Meidling ist eine der Darstellungen Johannes Nepomuks in Wien.

## Geschichte und Beschreibung
Die heute in der Schlöglgasse aufgestellte Johannes-Nepomuk-Statue wurde im Auftrag des Hetzendorfer Schlosshauptmanns Jakob Josef Woller von Wollersfeld (1713–1777) in der Hetzendorfer Allee bei der Hetzendorfer Straße aufgestellt.
Zum Schutz der Statue wurde zunächst ein hölzernes Kapellenbauwerk errichtet, welches um 1836 abgetragen wurde. Die Statue selbst erhielt einen neuen Standort in einer Rundbogennische der Gartenmauer des Gall-Hofs. Zwischen 1968 und 1969 wurden im Park des Gall-Hofs, der unterdessen als Marienvilla bezeichnet wurde, Eigentumswohnungen errichtet. Während dieser Bauarbeiten wurde die Mauer abgetragen und die Statue schließlich an der Schlöglgasse  gelegenen Nordseite eines dieser neuen Wohnhäuser aufgestellt.
Die Österreichische Kunsttopographie beschreibt um 1908 die Statue als überlebensgroß, polychromiert und aus der Mitte des 18. Jahrhunderts stammend. Zu diesem Zeitpunkt stand die Statue auf einem Postament mit Voluteneinfassung und einer ausladenden Deckplatte. Eine Wappenkartusche zeigte ein Wappen mit einem Rebmesser in einem gestreiften Feld.
Laut Dehio ist die Statue Johannes Nepomuks heute eine auf einem volutengerahmten Sockel stehende Steinfigur an der Nordseite eines Wohnhauses in der Schlöglgasse nahe der Schönbrunner Allee.